# Manchester (Ohio)
Manchester es una villa ubicada en el condado de Adams en el estado estadounidense de Ohio. En el Censo de 2010 tenía una población de 2023 habitantes y una densidad poblacional de 603,15 personas por km².

## Geografía
Manchester se encuentra ubicada en las coordenadas 38°41′24″N 83°36′17″O / 38.69000, -83.60472. Según la Oficina del Censo de los Estados Unidos, Manchester tiene una superficie total de 3.35 km², de la cual 3.32 km² corresponden a tierra firme y (0.93%) 0.03 km² es agua.

## Demografía
Según el censo de 2010, había 2.023 personas residiendo en Manchester. La densidad de población era de 603,15 hab./km². De los 2023 habitantes, Manchester estaba compuesto por el 96,24% blancos, el 0,2% eran afroamericanos, el 0.4% eran amerindios, el 0.1% eran asiáticos, el 0% eran isleños del Pacífico, el 0,69% eran de otras razas y el 2,37% pertenecían a dos o más razas. Del total de la población el 1,68% eran hispanos o latinos de cualquier raza.